# Ottmar Walter
Ottmar Kurt Herrmann Walter (Kaiserslautern, 6 de marzo de 1924-Kaiserslautern, 16 de junio de 2013) fue un futbolista alemán. Actualmente sigue siendo el jugador con mayor promedio de goles de la historia en las grandes ligas europeas con 1,04 tantos por partido.

## Biografía
Jugó junto con su hermano, Fritz Walter, en el club 1. FC Kaiserslautern. También jugaron juntos para la selección de fútbol de Alemania en la Copa Mundial de Fútbol de 1954. Walter anotó cuatro goles en el torneo en el cual Alemania Occidental ganó su primer título de Copa Mundial. En total, Walter jugó 20 partidos y anotó 10 goles para Alemania. Anotó 336 goles en 321 juegos de liga y copa con el 1. FC Kaiserslautern. Walter debutó en el primer equipo a la edad de 18 años en 1942 en un partido que terminó como una derrota 7–1 del 1. FC Kaiserslautern en contra del SV Waldhof Mannheim.
Durante la Segunda Guerra Mundial, Walter fue reclutado para la Kriegsmarine y sufrió graves heridas en la rodilla derecha. Después de varias operaciones, fue forzado a concluir su carrera en 1958.
A finales de los años 1940, Walter fue el centro delantero del 1. FC Kaiserslautern. Al terminar su carrera, se concentró en operar una estación de gasolina que había tomado en alquiler en 1954. Cuando el contrato fue firmado, contenía una cláusula que determinaba que si este se anulaba, la estación de gasolina y los bienes en el terreno de la estación se subrogarían al nuevo arrendatario. Esto sucedió en 1969, y como consecuencia de esto Walter trató de suicidarse. Sin embargo, él sobrevivió y posteriormente describió ese intento de suicidio como una «reacción de pánico». Más adelante Walter encontró trabajo como un empleado de la ciudad de Kaiserslautern.